# Selstjärnen (Degerfors socken, Västerbotten)
Selstjärnen är en sjö i Vindelns kommun i Västerbotten och ingår i Sävaråns huvudavrinningsområde.